# Явор (село)
Вижте пояснителната страница за други значения на Явор.
Явор е село в Северна България. То се намира в община Трявна, област Габрово.

## География
Село Явор се намира в планински район.